# Славка Михајловић
 Др Славка Михајловић (Београд, 2. септембар 1888 — Београд, 7. март 1972) била је српски и југословенски лекар и књижевник.

## Биографија
Рођена је у Београду од оца Николе и мајке Милеве (рођене Петровић). Отац јој се бавио трговином.

### Школовање
Основну школу је завршила у Београду и Земуну (1894—1898), Вишу женску школу (1898—1904) и Трећу гимназију (1904—1906). Медицину је студирала у Цириху (1906) и Женеви (1907—1912); докторирала тезом Paludisme en Serbie (1912).

### Период ратова
За време балканских ратова (1912—1913) била је управник резервне болнице у Нишу и Опште државне болнице у Београду. У Првом светском рату била је интернирана у Крагујевац.

### Каријера
После ратова била је лекар на хируршком одељењу Опште државне болнице (1918—1920). Године 1919. удаје се за Др Ј. Клисића. Боравила у Паризу (1920) на специјализацији гинекологије и акушерства. Била је лекар опште државне болнице у Београду (1921—1925). Подигавши сенаторијум Светог Ђорђа, бавила се приватном праксом (1925—1939) и радила у породилишту (1935—1945), затим до пензионисања у Дому народног здравља 2. рејона (1945—1948) и као приватни лекар (1948—1956).
Говорила је француски а служила се немачким језиком. Била је члан српског лекарског друштва (1912), члан-оснивач Женске странке (1927—1929), оснивач, члан управе и секретар Друштва лекара жена.

## Одликовања
- Крст Милосрђа
- Орден Светог Саве IV реда
- Орден Светог Сава V реда